# М-77 (підводний човен СРСР)
| М-77                                               | М-77                                    | М-77                                    |
| -------------------------------------------------- | --------------------------------------- | --------------------------------------- |
|                                                    |                                         |                                         |
|                                                    |                                         |                                         |
| Схема підводного човна типу «Малютка» серії VI-біс |                                         |                                         |
| Під прапором                                       | Військово-морський флот СРСР            | Військово-морський флот СРСР            |
| Порт приписки                                      | Оранієнбаум                             | Оранієнбаум                             |
| Спуск на воду                                      | 9 квітня 1933                           | 9 квітня 1933                           |
| Виведений зі складу флоту                          | 19 червня 1936                          | 19 червня 1936                          |
| Сучасний статус                                    | 22 лютого 1949 року списаний на брухт   | 22 лютого 1949 року списаний на брухт   |
| Проєкт                                             |                                         |                                         |
| Тип ПЧ                                             | Торпедний ДПЧ                           | Торпедний ДПЧ                           |
| Розробник проєкту                                  | завод № 196, Ленінград                  | завод № 196, Ленінград                  |
| Основні характеристики                             |                                         |                                         |
| Швидкість (надводна)                               | 13,2 вузлів (24,45 км/год)              | 13,2 вузлів (24,45 км/год)              |
| Швидкість (підводна)                               | 7,16 вузли (13,26 км/год)               | 7,16 вузли (13,26 км/год)               |
| Робоча глибина занурення                           | 50 м                                    | 50 м                                    |
| Гранична глибина занурення                         | 60 м                                    | 60 м                                    |
| Автономність плавання                              | 10 діб                                  | 10 діб                                  |
| Екіпаж                                             | 19 осіб                                 | 19 осіб                                 |
| Розміри                                            |                                         |                                         |
| Довжина найбільша (по КВЛ)                         | 37,8 м                                  | 37,8 м                                  |
| Ширина корпусу найб.                               | 3,11 м                                  | 3,11 м                                  |
| Середня осадка (по КВЛ)                            | 2,58 м                                  | 2,58 м                                  |
| Водотоннажність надводна                           | 161 т                                   | 161 т                                   |
| Озброєння                                          |                                         |                                         |
| Торпедно- мінне озброєння                          | 2 ТА калібру 533-мм (2 торпеди)         | 2 ТА калібру 533-мм (2 торпеди)         |
| ППО                                                | 1 × 45-мм напівавтоматична гармата 21-К | 1 × 45-мм напівавтоматична гармата 21-К |

М-77 — радянський малий дизель-електричний підводний човен серії VI-біс, типу «Малютка», що входив до складу Військово-морського флоту СРСР за часів Другої світової війни. Закладений 10 березня 1934 року на верфі заводу № 196 у Ленінграді під заводським номером 294. 21 березня 1936 року спущений на воду. 19 червня 1936 року включений до складу Балтійського флоту ВМФ СРСР.
У роки Радянсько-фінської війни М-77 здійснив чотири бойових походи, мав безрезультатне зіткнення з фінським біпланом-винищувачем «Бульдог». За часи німецько-радянської війни здійснив 14 бойових походів у Балтійському морі та на Ладозькому озері, в яких провів 61 добу. Торпедні атаки не проводив, неодноразово використовувався для висадки розвідувально-диверсійних груп і для забезпечення висадок морського десанту.
22 лютого 1949 року човен роззброєний і виключений зі складу ВМФ СРСР у зв'язку зі здачею на злам.